# Amt Crivitz
La comunità amministrativa di Crivitz (Amt Crivitz) si trova nel circondario di Ludwigslust-Parchim nel Meclemburgo-Pomerania Anteriore, in Germania.

## Suddivisione
Comprende i seguenti comuni:
1. Banzkow (2 776)
2. Barnin (470)
3. Bülow (328)
4. Cambs (621)
5. Crivitz, Città * (4 778)
6. Demen (882)
7. Dobin am See (2 038)
8. Friedrichsruhe (927)
9. Gneven (365)
10. Langen Brütz (487)
11. Leezen (2 190)
12. Pinnow (2 038)
13. Plate (3 307)
14. Raben Steinfeld (1 068)
15. Sukow (1 545)
16. Tramm (884)
17. Zapel (421)

(Abitanti il 31 dicembre 2022)
Il capoluogo è Crivitz.